# Nabi Salih
Nabi Salih (en árabe: النبي صالح‎) es un pequeño poblado palestino situado en la Gobernación de Ramala y Al Bireh, en Cisjordania (Palestina). Está ubicado a 20 kilómetros al noreste de la ciudad de  Ramala. Según una proyección de la Oficina Central de Estadísticas de Palestina, Nabi Salih tiene en 2023 una población de 587 habitantes.
La localidad llamó la atención de la comunidad internacional en 2010, cuando se desarrolló un movimiento de protesta contra la ocupación israelí del territorio desde el asentamiento de Halamish, que fue construido sobre tierras usurpadas a los propietarios legítimos de Nabi Salih, incluyendo el pozo de agua comunitario. Desde entonces, cada viernes, se realizaron movilizaciones semanales de protesta. Las movilizaciones fueron suspendidas en 2016, después de que 350 habitantes hubieran sido heridos en enfrentamientos con tropas israelíes.
Una de las activistas más conocidas de Nabi Salih es Ahed Tamimi, que adquirió fama mundial con tan solo 11 años al abofetear a un soldado israelí que había entrado en su casa pocas horas después de que otros soldados hubiesen disparado en la cabeza a un primo suyo. Fue encarcelada siendo todavía menor de edad por este hecho y otros incidentes menores.
El 5 de junio de 2023, el ejército israelí mató en Nabi Salih a un niño de dos años, Mohammed Tamimi, e hirió de gravedad a su padre durante un tiroteo. Varios habitantes de la ciudad fueron heridos por disparos israelíes en las manifestaciones que tuvieron lugar en el entierro del niño.